# Tatsuhiko Yamagami
Tatsuhiko Yamagami (Tokushima, 13 de diciembre de 1947) es un y dibujante de manga, escritor y novelista japonés.
Nacido en Tokushima, fue criado en Osaka. En sus primeras épocas se especializó en dibujar historias de ciencia ficción y terror. En 1990 abandonó temporalmente el manga para convertirse en un novelista.
Algunas de sus publicaciones en japonés son: 
- 1965, Himitsu Shirei O.
- 1970, Hikaru Kaze.
- 1993, Hermano! Pesado trasero. ISBN 4062062658.
- 2004, Gaki Deka.
- 2010, Gran Cómic, (autores varios).
- 2010, Especial Gran Cómic. ISBN 4091832296.
- 2011, Salimos del piso de fuego. ISBN 4094086595.